# Abakán
Abakán (en ruso: Абакан (del jakasio: Ағбан) es la capital de Jakasia en Rusia. Se ubica en la zona central de Minusinsk, al sur de Rusia, cercana a Mongolia, China y Kazajistán, en la confluencia de los ríos Abakán y Yeniséi, que la separa del krai de Krasnoyarsk. Abakán se encuentra en un valle y sufre inviernos extremadamente fríos.

## Historia
El fuerte de Abakán (Абаканский острог) fue construido en esa ubicación en 1675, también conocido como Abakansk. Durante la Rusia Imperial perteneció a la Gubérniya de Yeniséi. De 1823 a 1931 el creciente asentamiento se llamó Ust-Abakánskoye. El estatus de ciudad y su nombre actual le fue otorgado en 1931.

## Galería

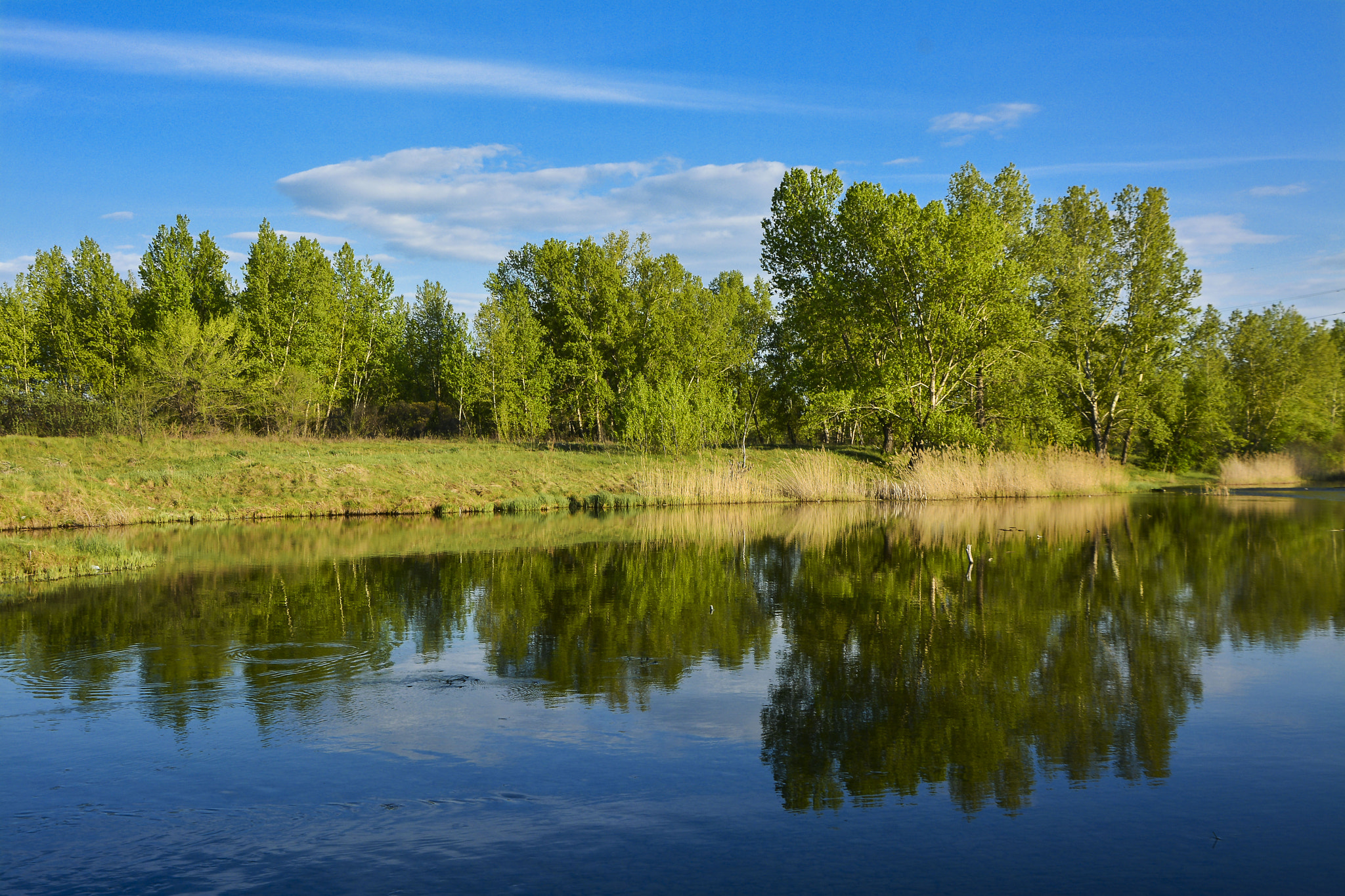
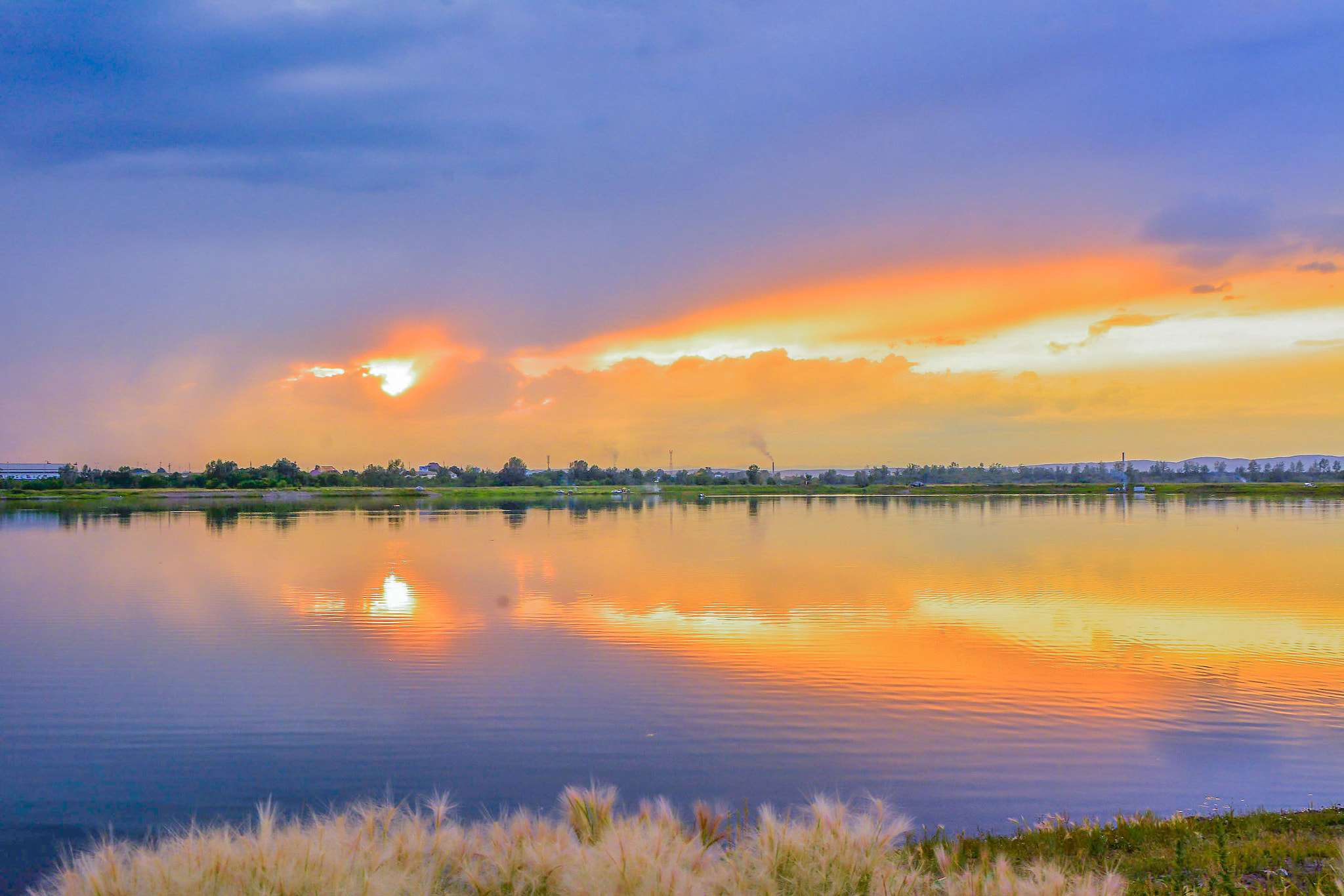
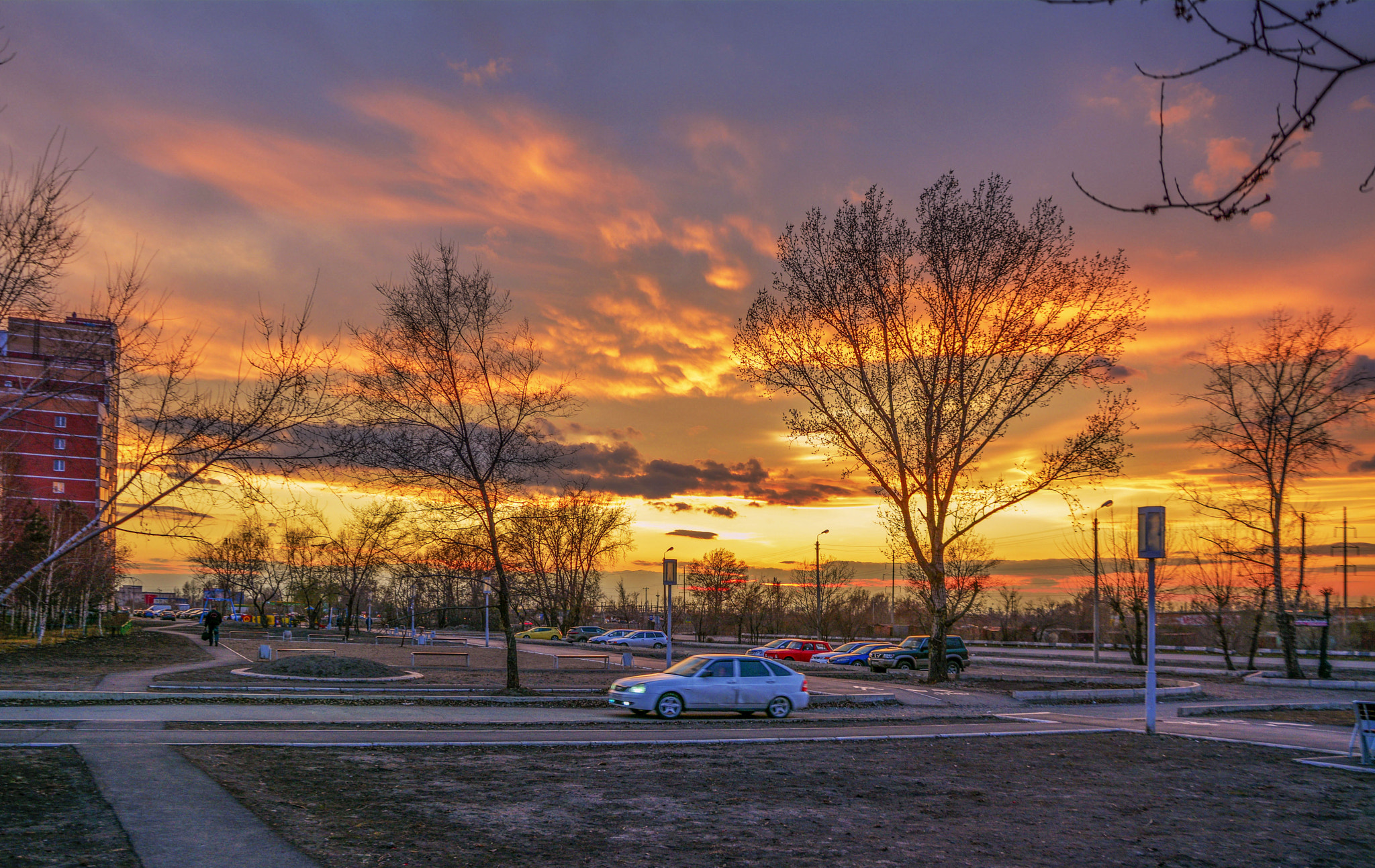
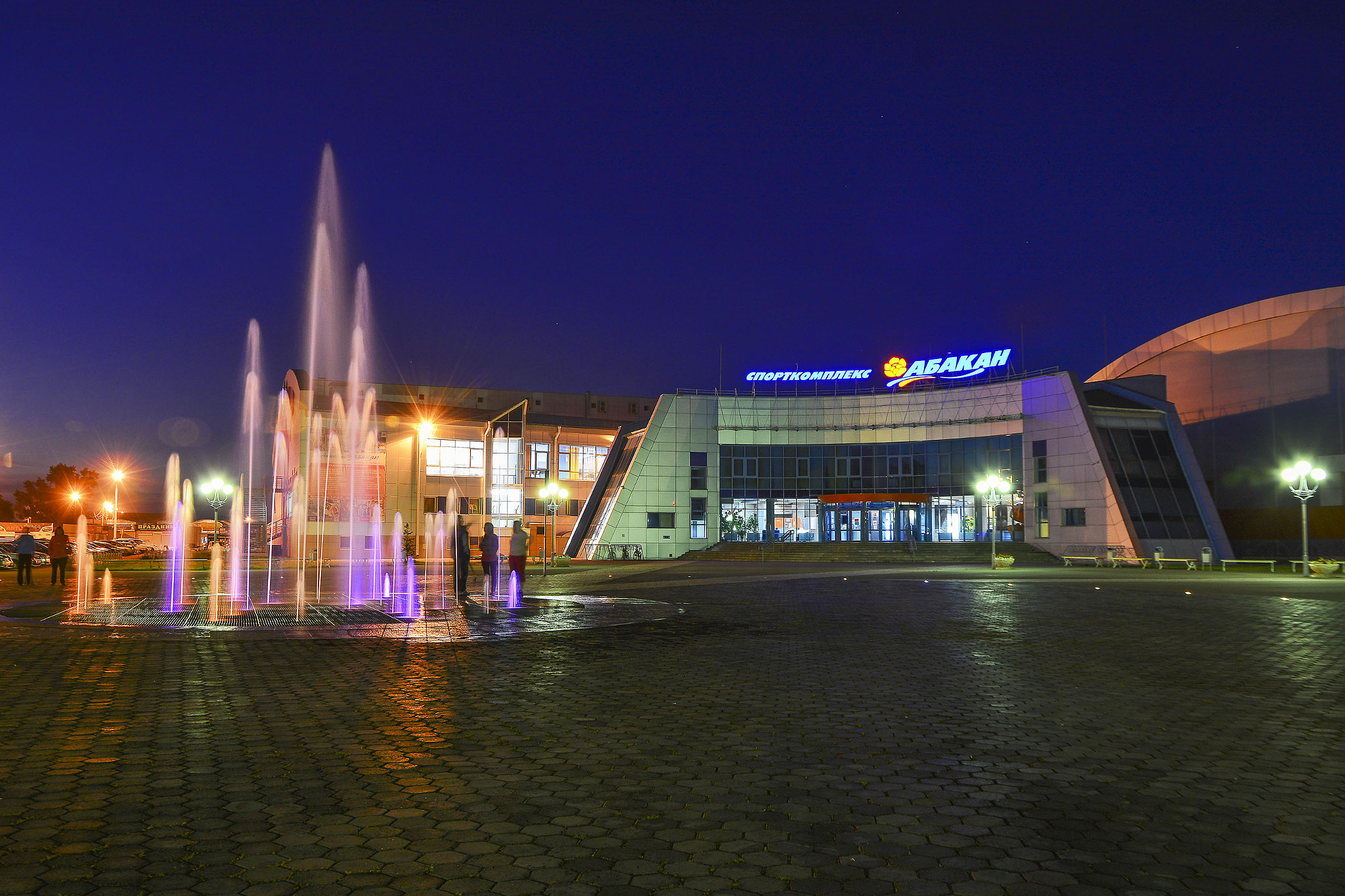
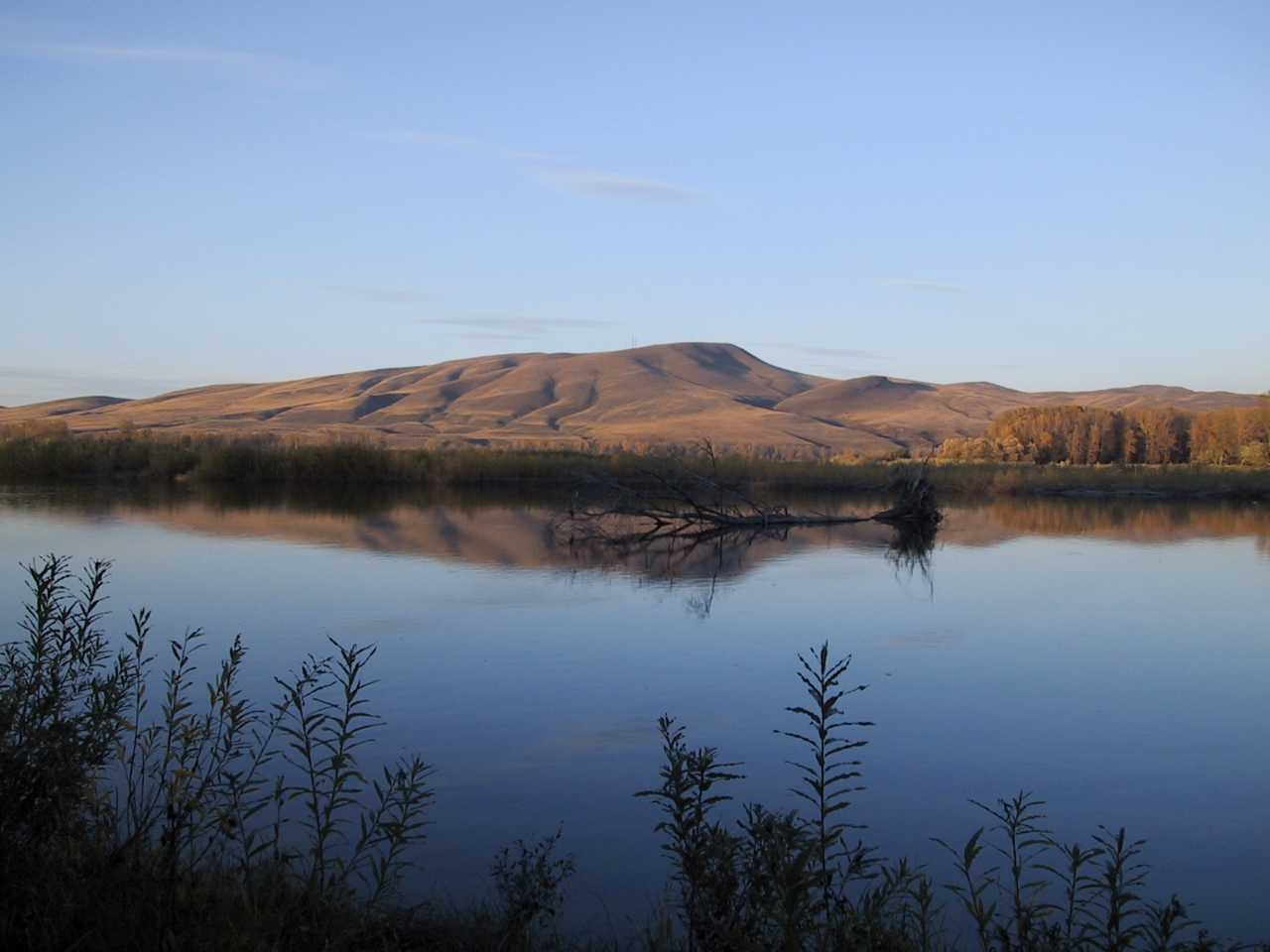

## Economía
Abakán, junto a Taishet, fue una terminal de la línea ferroviaria Abakán-Taishet. Ahora es una importante confluencia ferroviaria.
La ciudad posee un puerto fluvial, un aeropuerto, compañías industriales, la Universidad Estatal de Jakasia y tres teatros. Además, tiene un mercado de productos agrícolas y zootécnicos, industria alimentaria, mecánica, textil y maderera.